# الفروسية في الألعاب الأولمبية الصيفية 2024
الفروسية في الألعاب الأولمبية الصيفية 2024 في باريس من المقرر أن تستمر في الفترة من 27 يوليو إلى 6 أغسطس في قصر فرساي، وتضم 200 فارس عبر ثلاثة تخصصات لكل من المسابقات الفردية والجماعية، وهي الترويض والحدث والقفز. 